# Crenella rotundata
Crenella rotundata är en musselart som beskrevs av Dall 1916. Crenella rotundata ingår i släktet Crenella och familjen blåmusslor. Inga underarter finns listade i Catalogue of Life.